# 基督城
基督城（又譯克賴斯特徹奇、基督堂市，簡稱CHC）是紐西蘭第二大城市和南島第一大城。城市人口38萬。基督城的市名是根據「基督堂學院」（屬於牛津大學）而來。此地區毛利名為Ōtautahi，意為「毛利酋長 Tautahi 的」。Tautahi 的部落曾在基督城雅芳河地區定居。基督城的現任市長是2022年上任的Phil Mauger。

## 地理
基督城位於紐西蘭南島中部的東岸，是坎特伯雷省最大的城市。基督城處於半島岸以及坎特伯雷平原中間，東有太平洋以及雅芳河和希斯寇特河的河口，南有海港山的火山岩坡，北有懷馬卡里里河。基督城城區平坦，而且高度僅在海平面上數公尺。
因為當地為數眾多的公園以及私人花園，加上家家戶戶都有栽種樹木，使基督城有「花園之城」的美譽。市中心有哈格利公園以及基督城植物園。哈格利公園提供場地作為很多戶外運動使用，比如說高爾夫、籃網球以及橄欖球運動；哈格利公園也是基督城交響樂團戶外表演場所。
基督城的市中心是教堂廣場，廣場旁就是聖公會基督城座堂。

### 氣候
基督城屬於溫帶海洋性氣候，夏天氣溫常受到來自西北的海風調節，1月夏天溫度平均最少15 °C到最高30 °C，7月冬天溫度則從負2 °C到20 °C。當地天氣常受來自西北方的信風影響，有時該高溫信風風速可達到疾風的程度而對建築物造成破壞。基督城冬天夜間溫度很少在零度以下，每几年會下一至兩次雪。
| 基督城機場（1991-2020年平均数据）                       | 基督城機場（1991-2020年平均数据） | 基督城機場（1991-2020年平均数据） | 基督城機場（1991-2020年平均数据） | 基督城機場（1991-2020年平均数据） | 基督城機場（1991-2020年平均数据） | 基督城機場（1991-2020年平均数据） | 基督城機場（1991-2020年平均数据） | 基督城機場（1991-2020年平均数据） | 基督城機場（1991-2020年平均数据） | 基督城機場（1991-2020年平均数据） | 基督城機場（1991-2020年平均数据） | 基督城機場（1991-2020年平均数据） | 基督城機場（1991-2020年平均数据） |
| 月份                                                    | 1月                               | 2月                               | 3月                               | 4月                               | 5月                               | 6月                               | 7月                               | 8月                               | 9月                               | 10月                              | 11月                              | 12月                              | 全年                              |
| ------------------------------------------------------- | --------------------------------- | --------------------------------- | --------------------------------- | --------------------------------- | --------------------------------- | --------------------------------- | --------------------------------- | --------------------------------- | --------------------------------- | --------------------------------- | --------------------------------- | --------------------------------- | --------------------------------- |
| 历史最高温 °C（°F）                                     | 37.1 (98.8)                       | 41.6 (106.9)                      | 35.9 (96.6)                       | 29.9 (85.8)                       | 27.3 (81.1)                       | 22.5 (72.5)                       | 22.4 (72.3)                       | 22.8 (73.0)                       | 26.2 (79.2)                       | 30.1 (86.2)                       | 32.0 (89.6)                       | 36.0 (96.8)                       | 41.6 (106.9)                      |
| 平均最高温 °C（°F）                                     | 31.0 (87.8)                       | 31.4 (88.5)                       | 28.7 (83.7)                       | 25.4 (77.7)                       | 22.1 (71.8)                       | 20.3 (68.5)                       | 18.2 (64.8)                       | 19.7 (67.5)                       | 22.3 (72.1)                       | 25.0 (77.0)                       | 27.2 (81.0)                       | 29.8 (85.6)                       | 33.9 (93.0)                       |
| 平均高温 °C（°F）                                       | 22.7 (72.9)                       | 22.3 (72.1)                       | 20.3 (68.5)                       | 17.6 (63.7)                       | 14.6 (58.3)                       | 11.9 (53.4)                       | 11.4 (52.5)                       | 12.6 (54.7)                       | 15.0 (59.0)                       | 16.9 (62.4)                       | 19.2 (66.6)                       | 21.0 (69.8)                       | 17.1 (62.8)                       |
| 日均气温 °C（°F）                                       | 17.1 (62.8)                       | 17.0 (62.6)                       | 14.9 (58.8)                       | 12.2 (54.0)                       | 9.6 (49.3)                        | 6.9 (44.4)                        | 6.3 (43.3)                        | 7.6 (45.7)                        | 9.5 (49.1)                        | 11.2 (52.2)                       | 13.5 (56.3)                       | 15.7 (60.3)                       | 11.8 (53.2)                       |
| 平均低温 °C（°F）                                       | 11.7 (53.1)                       | 11.6 (52.9)                       | 9.7 (49.5)                        | 6.8 (44.2)                        | 4.5 (40.1)                        | 1.8 (35.2)                        | 1.2 (34.2)                        | 2.5 (36.5)                        | 3.9 (39.0)                        | 5.5 (41.9)                        | 7.7 (45.9)                        | 10.5 (50.9)                       | 6.5 (43.7)                        |
| 平均最低温 °C（°F）                                     | 5.0 (41.0)                        | 4.6 (40.3)                        | 2.3 (36.1)                        | −0.1 (31.8)                       | −1.9 (28.6)                       | −4.7 (23.5)                       | −4.9 (23.2)                       | −3.7 (25.3)                       | −2.3 (27.9)                       | −0.7 (30.7)                       | 0.1 (32.2)                        | 3.7 (38.7)                        | −5.3 (22.5)                       |
| 历史最低温 °C（°F）                                     | 3.0 (37.4)                        | 1.5 (34.7)                        | −0.2 (31.6)                       | −4.0 (24.8)                       | −6.4 (20.5)                       | −7.2 (19.0)                       | −6.8 (19.8)                       | −6.7 (19.9)                       | −4.4 (24.1)                       | −4.2 (24.4)                       | −2.6 (27.3)                       | 0.1 (32.2)                        | −7.2 (19.0)                       |
| 平均降雨量 mm（）                                       | 37 (1.5)                          | 41 (1.6)                          | 41 (1.6)                          | 55 (2.2)                          | 56 (2.2)                          | 61 (2.4)                          | 57 (2.2)                          | 51 (2.0)                          | 36 (1.4)                          | 49 (1.9)                          | 41 (1.6)                          | 52 (2.0)                          | 577 (22.7)                        |
| 平均降雨天数（≥ 1.0 mm）                                | 5.9                               | 5.4                               | 6.3                               | 6.7                               | 7.8                               | 8.0                               | 8.2                               | 7.3                               | 6.1                               | 6.9                               | 6.6                               | 7.1                               | 82.3                              |
| 平均相對濕度（％） （9 am）                             | 72.5                              | 79.0                              | 80.9                              | 83.9                              | 86.3                              | 87.2                              | 87.8                              | 85.8                              | 78.7                              | 73.9                              | 70.5                              | 71.3                              | 79.8                              |
| 月均日照時數                                            | 237.9                             | 195.0                             | 191.2                             | 162.6                             | 139.7                             | 117.1                             | 127.1                             | 153.9                             | 169.5                             | 203.8                             | 223.7                             | 219.9                             | 2,141.4                           |
| 可照百分比                                              | 51                                | 49                                | 50                                | 50                                | 47                                | 44                                | 44                                | 48                                | 48                                | 50                                | 51                                | 46                                | 48                                |
| 来源1：CliFlo                                           |                                   |                                   |                                   |                                   |                                   |                                   |                                   |                                   |                                   |                                   |                                   |                                   |                                   |
| 来源2：Time and Date (potential monthly daylight hours) |                                   |                                   |                                   |                                   |                                   |                                   |                                   |                                   |                                   |                                   |                                   |                                   |                                   |

## 歷史
在基督城周圍紅峭壁的山洞中，考古學家發現最先在此區域定居的為獵食恐鳥的原住民部落。毛利人的口述歷史顯示在西元1000年起就有人定居在基督城一帶。接著來自北島東岸的Waitaha族在十六世紀移居到本地。到1830年為止移居到基督城的還有Ngati Mamoe以及Ngai Tahu族。
歐洲移民在1830年起開始出現，首先集中在利卡敦區域。1850年12月16日，英國坎特柏雷協會的4艘郵輪從利特爾頓港上岸，這4艘郵輪叫做「魯道夫」、「夏綠蒂·簡」、「喬治·西摩爵士」以及「克雷西」。
英國坎特柏雷協會的主要觀察者湯瑪斯船長對附近一帶做了地理調查。在1849年12月他開始規劃興建從Cooper浦，也就是後來稱為利特爾頓港，到現在基督城的路，中間經過薩姆納區。
英國皇家憲章在1856年6月30日認證基督城為一城市，使此地成為紐西蘭最老的城市。很多城內由建築師Benjamin Mountfort設計的哥德式建築就是從這時期來的。
從利特爾頓港到基督城在1960年代起有隧道可以通過。
2019年3月，发生大規模恐怖襲擊，造成51人死亡。

### 重大地震

#### 2010年9月
據新西蘭皇家地質與核科學研究所報告，紐西蘭南島基督城以西30公里處當地時間9月4日凌晨發生芮氏規模7.4地震，震源在地表以下33公里處，奇蹟的是地震並沒有造成人員死亡僅僅只傳出2人受重傷，不過該城市中心在地震後毀損嚴重而宣佈進入緊急狀態。地震目前已下修至7.1。
如此強烈的地震沒有造成重大傷亡的原因在於紐西蘭嚴格的建築法規在此次地震中完全發揮作用，再來發生時間的清晨也鮮少有人在街道走動大大降低傷亡人數，跟常發生地震的日本和台灣相比，紐國人口並不稠密，此次發生大地震的基督城雖為大城市人口卻也僅僅只有30多萬而已，也減少地震造成重大傷亡的風險。但即便如此，此次地震仍就造成基督城嚴重的經濟損失。

#### 2011年2月
2011年2月22日基督城附近發生一場地震，震央位在基督城南方10公里處，震源僅有5公里深。
和2010年9月的地震不同，這次的地震發生在繁忙的平日下午。造成超過186人以上死亡、數百人受傷，並有超過200人以上仍然失蹤。
許多地標建築物在這次的地震中倒塌，包括著名的基督城大教堂。

## 行政區劃

### 基督城分區
（由市中心順時針排列，從北方開始）

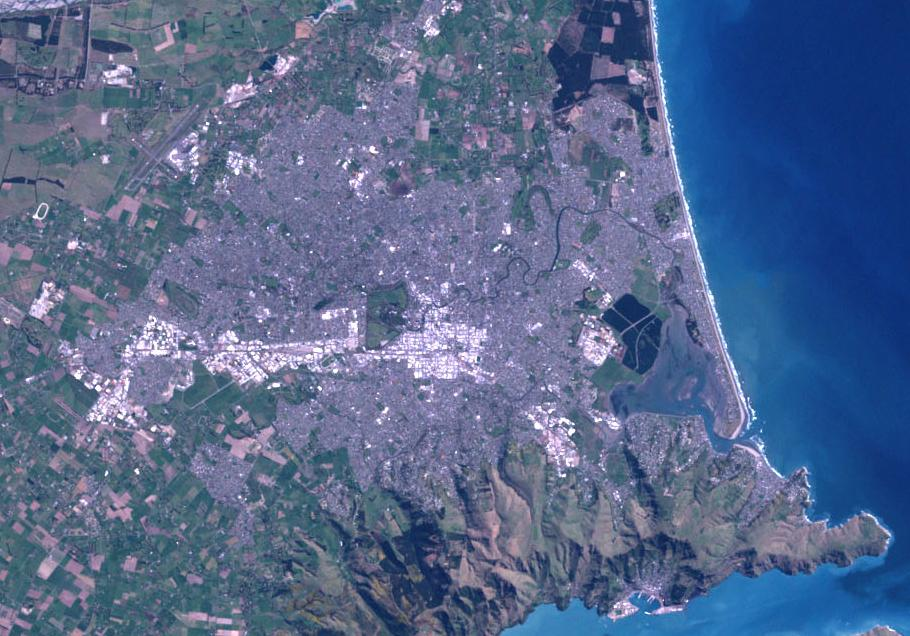

玛依瑞哈 (Mairehau)、雪利 (Shirley)、里士滿 (Richmond)、雅芳赛德 (Avonside)、林伍德 (Linwood)、伍爾斯頓 (Woolston)、奥帕瓦 (Opawa)、沃爾瑟姆 (Waltham)、西德納姆 (Sydenham)、斯普雷顿 (Spreydon)、爱丁顿 (Addington)、里卡顿 (Riccarton)、伊拉姆 (Ilam)、上瑞里卡顿 (Upper Riccarton)、防带盾 (Fendalton)、布林德威尔 (Bryndwr)、梅里韋爾 (Merivale)、帕怕努伊　(Papanui)、伯恩賽德 (Burnside), 聖奧爾本斯 (St Albans)。

#### 市郊分區
（由市中心順時針排列，從北方開始）
伯伍德 (Burwood)、草木區 (Parklands)、怀迈里海灘 (Waimairi Beach)、埃文代爾 (Avondale)、新布賴頓 (New Brighton)、貝克斯利 (Bexley)、阿拉努伊 (Aranui)、南布賴頓 (South Brighton)、南海区 (Southshore)、布羅姆利 (Bromley)、紅石崖 (Redcliffs)、薩姆納 (Sumner)、菲里梅德 (Ferrymead)、希司克特谷 (Heathcote Valley)、罕特斯伯雷 (Huntsbury)、剀什米尔 (Cashmere); 威斯特摩蘭 (Westmorland)、勳熙 (Hoon Hay)、霍爾斯韋爾 (Halswell)、欧克兰(Oaklands)、威格拉姆 (Wigram)、扫克伯恩 (Sockburn)、霍恩比 (Hornby)、伊斯靈頓 (Islington)、瑶德赫斯特 (Yaldhurst)、拉斯雷 (Russley)、雅芳頭 (Avonhead)、哈伍德 (Harewood)、碧秀普代尔 (Bishopdale)、卡斯布鲁克(Casebrook)、紅木區 (Redwood)、貝爾法斯特區 (Belfast)。

### 衛星城市
（由市中心順時針排列，從北方開始）
布魯克蘭 (Brooklands)、利特爾頓(Lyttelton)、邰他僕 (Tai Tapu)、林肯、普瑞貝尔顿 （Prebbleton）、鄧普頓 (Templeton)、羅雷斯頓 (Rolleston)、西梅爾頓 (West Melton)、蘭吉歐拉 (Rangiora)。

### 南極的出發點
基督城在南極探險史上扮演很重要的角色。羅伯特·斯科特和歐內斯特·沙克爾頓都是由位於基督城特爾頓的港口為南極探險的出發點。基督城基督城市中心還有斯科特遺孀塑的斯科特雕像來紀念他。
基督城國際機場是紐西蘭、意大利及美國南極計劃的主要基地。國際南極中心提供基地設施以及博物館還有遊客中心。

## 人口分佈
在2004年3月6日做的人口普查資料顯示，基督城區的人口有344,100人，使基督城成為紐西蘭第二大城，南島第一大城。基督城郊區範圍是紐西蘭第三大，僅次於奧克蘭及威靈頓。
人種資料
- 89.8% 歐裔紐人
- 5.1% 毛利人
- 4.0% 亞洲人
- 1.1% 其他

## 經濟產業
當地主要經濟是坎特伯雷平原的農作物交易，當地加工業會對農產品，特別是乳製品以及羊毛製品，做初步加工。坎特伯雷大學培養出許多人才留在當地也幫助興起很多工商業。
旅遊業也是很重要的經濟來源之一。由於當地和數個滑雪場地很近，加上靠近南阿爾卑斯山脈以及本身就擁有一座國際機場，基督城成為很多遊客來紐西蘭必經觀光點之一。

## 地方政府
基督城地方政府是民主選出的，其中包括：
- 市政府，包括市長及代表6區的12位議員。
- 6個社區團隊，每個管理一區，團隊中有3位隊員以及2名該區議員。
- 坎特伯雷區地區政府
- 坎特伯雷省醫療健康團隊，包括5個從基督城的成員
- 周圍地區省政府：半島灣、Selwyn、懷馬卡里里區

## 教育
基督城有坎特伯雷和林肯兩所大學，其中林肯大學位於衛星城市林肯鎮上，距離基督城約30分鐘車程。坎特伯雷大學則位於商業區附近，交通比較便利。
很多高等教育機構在基督城或城郊都有校區，例如：
- 基督城師範學院
- 基督城理工學院
- 醫療保健系基督城校區（奧塔哥大學）
- 林肯大學
- 南方科技學院
- 坎特伯雷大學

## 交通

### 航空
- 基督城國際機場：為紐西蘭第二大遠程國際機場。

### 巴士
- 短程巴士
- 長程巴士

### 火車
- 基督城站
- Darfield站
- Ferrymead站
- Hornby站
- Kirwee站
- Moorhouse站
- Rangiora站
- Rolleston站
- Springfield站
- Woolston站

### 公車
- Metro （页面存档备份，存于）：當地的公車服務，是由管理環境以及天然資源的坎特伯雷環境局 （页面存档备份，存于）提供。

## 觀光景點
- 海格利公园（Hagley Park）以及基督城植物园（Botanic Garden）
- 坎特伯雷博物館（Canterbury Museum）
- 柳岸野生動物園（Willowbank Wildlife Reserve）
- 空軍博物館（Air Force Museum）
- 國際南極中心（International Antarctic Centre）
- 基督城座堂（聖公會主教座堂，Christchurch Cathedral and Square），英國國教在基督城發展的中心。
- 羅馬公教會圣体主教座堂，於1905年啟用，2011年基督城地震中钟楼及穹顶倒塌，2020年拆除
- 基督城美術館（2003年開幕）（Christchurch Arts Gallery）
- 市區觀光電車（Christchurch Tramway）
- 基督城藝術中心（Arts Centre）以及「歐內斯特‧盧瑟福小室」
- 新布萊頓橋墩（New Brighton Pier）
- 希司克特纜車（Heathcote）
- 追忆桥（Bridge of Remembrance）
- 基督城市政廳

## 娛樂

### 劇場
基督城中庭劇場（Court Theatre）為專業劇場，也有其他劇場表演活動。

### 電影院
基督城有大約35個電影院廳。過去多半的電影院集中在主教廣場周圍，現在則僅存攝政戲院（Regent）一家電影院。現在最大的電影院是位於摩爾豪斯（Moorhouse）舊火車站的Hoyts 8，以及在希爾利區（Shirley）棕櫚商場（Palms）的瑞丁戲院（Reading Cinema）。在利卡敦商場的Hoyts利卡敦則有全紐西蘭最大的銀幕，稱為「Cinemaxx」。

### 購物中心
- 雷卡登購物中心：位於基督城中央偏西南方雷卡登的大型購物中心。

### 大型演唱會場地
- Westpac中心是紐西蘭最大的固定多功能會場，可容納5000-8000人。這曾是1999年世界籃網球冠軍賽的場地。
- 基督城大會堂（2000座位，於1974年啟用）

### 體育活動
- 橄欖球：當地有坎特伯雷十字軍隊代表參加超級橄欖球聯賽，還有坎特伯雷隊在國家省際冠軍賽出賽。
- 高爾夫球：基督城有十餘個高爾夫球場[7]，舉辦過PGA錦標賽澳洲巡迴賽，並從2002年起為清水經典高球賽的場地。
- 籃網球：當地有坎特伯雷火焰隊代表參加國家級籃網球比賽。
- 板球
- 泛舟以及風浪板
- 游泳、衝浪、救生衝浪、海釣及釣魚
- 滑翔翼及拖曳傘
- 滑雪：距離基督城1.5小時至2.5小時車程有多個滑雪場，是南半球滑雪除澳洲以外的選擇。

## 姊妹市
基督城在全世界有七個姊妹市，分別為：
- 中国湖北省武漢市
- 阿德萊德
- 英国基督城
- 中国甘肅省蘭州市
- 日本倉敷市
- 美国華盛頓州西雅圖
- 首爾松坡區

## 外部連結
- 基督城市政府 （页面存档备份，存于）
- localeye 基督城及坎特伯雷觀光旅遊介紹
- Christchurch.org.nz （页面存档备份，存于） 城市推廣官方網頁
- 基督城及坎特伯雷大事表 （页面存档备份，存于）
- Nor'wester （页面存档备份，存于）
- 基督城市地圖 （页面存档备份，存于）